# Coraline és a titkos ajtó
A Coraline és a titkos ajtó (eredeti cím: Coraline) 2009-ben bemutatott  amerikai bábfilm, amely Neil Gaiman 2002-ben megjelent Coraline című regénye alapján készült. A forgatókönyvet írta, és a bábfilmet rendezte Henry Selick, a zenéjét Bruno Coulais szerezte, a producere Claire Jennings és Mary Sandell volt. A Laika és a Pandemonium készítette, a Focus Features forgalmazta.
Portland nemzetközi filmfesztiválján 2009. február 5-én vetítették le. Amerikában 2009. február 6-án, Magyarországon 2009. március 12-én mutatták be a mozikban.

## Cselekmény
A kamasz Coraline egyáltalán nincs elragadtatva attól, hogy szüleivel egy unalmas, ódon, vidéki házba kell költöznie, ahol a szülei minden figyelmét egy kertészeti katalógus megszerkesztése köti le. A lány unalmában felfedezőútra indul, eközben bukkan egy titkos ajtóra a nappaliban, ami egy másik valóságba vezet: itt minden ugyanolyan, mint ahonnan jött, még a szülei hasonmásaira is rátalál, de minden és mindenki sokkal kedvesebb, érdekesebb, izgalmasabb, mint az eredeti valóságban, azzal együtt is, hogy mindenkinek gombszeme van. A kezdeti látványos és kedves invitálás azonban egyre gyanúsabbá válik Coraline számára, különösen azután, hogy alternatív szülei felajánlják neki, hogy örökre velük maradhat, ha ő is gombot varr a szemére. A lány azonban megretten az ajánlattól, minekutána saját és valódi szülei élete is veszélybe kerül, mert ekkor válik nyilvánvalóvá, hogy milyen rosszindulatú szándék húzódik meg a titkos ajtó mögötti világban...

## Szereplők
| Szereplő                    | Eredeti hang       | Magyar hang     |
| --------------------------- | ------------------ | --------------- |
| Coraline                    | Dakota Fanning     | Csifó Dorina    |
| Mr. Bobinski                | Ian McShane        | Hollósi Frigyes |
| Miss Spulni (Miss Forcible) | Jennifer Saunders  | Csákányi Eszter |
| Macska                      | Keith David        | Rajhona Ádám    |
| Miss Masszív (Miss Spink)   | Dawn French        | Horváth Zsuzsa  |
| Anya                        | Teri Hatcher       | Pálfi Kata      |
| Apa                         | John Hodgman       | Forgács Péter   |
| Miki                        | Robert Bailey, Jr. | Penke Bence     |
| Miki nagyanyja              | Carolyn Crawford   | Kassai Ilona    |

További magyar hangok: Csuja Fanni, Czető Ádám, Fehér Péter, Glósz András, Győriványi Laura, Nagy Blanka, Papucsek Vilmos, Polgár Péter, Szvetlov Balázs
További eredeti hangok: Aankha Neal, Christopher Murrie, Emerson Hatcher, Emerson Rose Tenney, George Selick, Hannah Kaiser, Harry Selick, Jeremy Ryder, Jerome Ranft, Marina Budovsky, Yona Prost

## Magyar változat
A szinkront a Mafilm Audio Kft. készítette.
- Felolvasó: Bozai József
- Magyar szöveg: Speier Dávid
- Hangmérnök: Fék György
- Rendezőasszisztens és vágó: Simkóné Varga Erzsébet
- Gyártásvezető: Fehér József
- Szinkronrendező: Báthory Orsolya

## Forgalmazók
- Moziforgalmazó: UIP-Dunafilm
- DVD és BD-forgalmazó: Select Video